# Revolució romanesa de 1989
La revolució romanesa de 1989 va ser un seguit de disturbis que van tenir lloc durant el desembre de 1989, per tal de derrocar el govern comunista i autoritari de Nicolae Ceauşescu. Després d'un judici fet per un tribunal militar, Ceauşescu i la seva dona foren executats.

## Antecedents
Igual que va passar als països que havien format part fins aleshores del pacte de Varsòvia, a Romania la població estava descontenta amb el règim comunista. A diferència dels altres països del bloc de l'Est, Romania tenia bones relacions amb els països no comunistes i amb els Estats Units, i intentava desmarcar-se de l'URSS. El país estava sotmès a la pobresa mentre el president Nicolae Ceauşescu portava 22 anys al poder; aquest va convertir el règim comunista en un règim al culte a la seva persona. Romania estava sota l'efecte de la policia secreta romanesa anomenada Securitate.
Ceauşescu marcava la línia dura al bloc de l'Est, mentre que el líder de l'URSS, Mikhaïl Gorbatxov, apostava pel reformisme. El novembre de 1989 va caure el mur de Berlín; el líder de la RDA, Erich Honecker va dimitir i el líder comunista búlgar Tòdor Jívkov també fou substituït, però Ceauşescu ignorava que la seva posició d'últim líder comunista de l'Europa oriental estava amenaçada.

## Revolta a Timişoara
El 16 de desembre va esclatar una protesta a Timişoara (ciutat de l'oest de Romania) en resposta a un intent del govern comunista de desnonament en contra de László Tőkés, pastor luterà hongarès, i la seva esposa, que aleshores estava embarassada. Durant aquells dies, Tőkés havia emès certes crítiques cap al règim de Ceauşescu en un mitjà internacional. En el seu discurs, el religiós acusava el govern romanès de propiciar l'odi ètnic. Tőkés va ser destituït del seu càrrec eclesiàstic pel bisbe de la seva Església, a petició expressa del govern. A més, el van privar del dret a ocupar un pis a què tenia dret si era membre de la congregació religiosa. Durant alguns dies, els simpatitzants del religiós es concentraren al voltant d'aquesta casa, amb el propòsit d'evitar el desallotjament i desnonament de Tokés. Les persones que passaven pels voltants dels manifestants, inclosos alguns estudiants religiosos de la ciutat, ignoraven els detalls de l'assumpte, però els simpatitzants del pastor els havien animat a unir-se a la protesta amb l'argument que es trobaven davant un nou intent del govern per a restringir la llibertat de culte a Romania.
Tenint en compte que els manifestants no es dispersarien per la seva pròpia voluntat, el batlle de Timişoara, Petre Moţ, havia declarat que l'ordre de desallotjament contra Tőkés havia quedat sense efecte. Mentrestant, els impacients manifestants —i sobretot quan el batlle va evitar confirmar la suposada revocació del desnonament contra el pastor hongarès-, van començar a cridar consignes anticomunistes. Això va provocar la intervenció de la policia local i de la Securitate. A les 19:30 de la tarda, la protesta havia estat dissolta, però també és cert que llavors el motiu originari de la revolta popular havia quedat en segon pla: alguns participants de la manifestació van intentar calar foc a la seu del Comitè Districtal del Partit Comunista Romanès (PCR) a Timişoara. La Securitate va respondre amb gas mostassa i raigs d'aigua, mentre la policia de la ciutat colpejava i arrestava alguns dels aglutinats. Cap a les nou de la nit, el motí als voltants del Comitè del PCR s'havia dispersat, però alguns dels participants es reagruparen a la rodalia de la catedral ortodoxa de Timişoara i van iniciar una marxa de protesta pels carrers de la ciutat. Novament, es van enfrontar a les forces de la seguretat pública.
Els avalots a Timişoara continuaren l'endemà (17 de desembre). Els manifestants prengueren la seu del Comitè Districtal del PCR, i posteriorment destruïren documents oficials, publicitat política, texts escrits per Ceauşescu i altres símbols del règim comunista. Per segon cop, la multitud intentà incendiar l'edifici, però en aquesta ocasió es van enfrontar amb l'exèrcit. La presència de les forces militars als carrers de la ciutat era significativa: implicava que havien rebut ordres d'un comandament d'alt nivell, presumiblement del president Ceauşescu.
Tot i que els militars no van poder imposar l'ordre als manifestants, la seva participació va implicar que Timişoara es convertís en un polvorí: trets, morts, baralles, carros incendiats, tanquetes antimotins enfrontant-se als civils. Després de les vuit de la nit, els carrers entre la plaça de la Llibertat (romanès: Piaţa Libertăţii) i l'Òpera de Timişoara, inclosos el pont Decebal i les avingudes Lipovei i Girocului, es van convertir en un escenari de sagnants enfrontaments entre civils i militars. Tanquetes, furgonetes de cleda i vehicles blindats bloquejaren els accessos a la ciutat, mentre al cel, els helicòpters de l'exèrcit romanès vigilaven els fets. Després de la mitjanit les protestes havien baixat d'intensitat. Ion Coman, Ilie Matei i Ştefan Guşă inspeccionaren la ciutat, que semblava haver estat escenari d'una guerra en algunes zones.

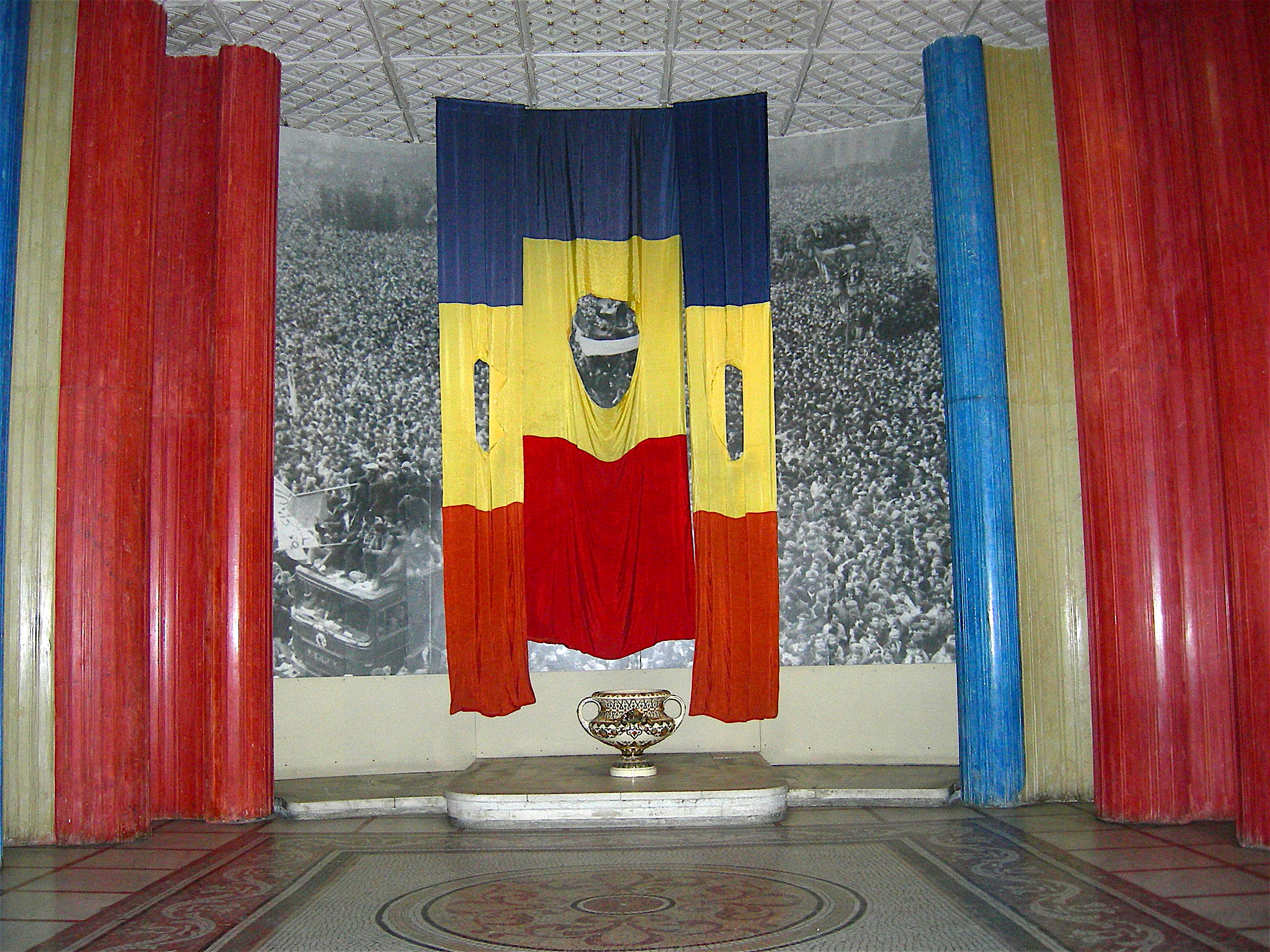
Banderes romaneses buides exposades al Museu Militar de Bucarest. A Timişoara, els manifestants van tallar l'escut comunista de la bandera romanesa, que va lluir amb un forat a la banda groga com a rebuig al règim comunista

El matí del 18 de desembre de 1989, el centre de la ciutat havia estat ocupat per soldats i agents de la Securitate, vestits de civil. L'alcalde Moţ convocà una manifestació a la Universitat d'Occident a Timişoara (romanès: Universitatea de Vest din Timişoara), amb el propòsit de condemnar els actes vandàlics del dia anterior. A més, Moţ decretà la llei marcial a la ciutat, amb què quedaren prohibides les reunions de més de dues persones a la ciutat, i pena de presó. Desafiant el decret del batlle, un grup de trenta joves es van concentrar a la catedral de Timişoara, on van hissar i onejar la bandera de la Revolució romanesa, que no era altra que la bandera de la república socialista amb un forat al lloc on duia l'escut. Sabent que podrien ser atacats per les forces de l'ordre, començaren a cantar Deşteaptă-te, române! (en català, Desperta't, romanès!), antiga cançó nacionalista proscrita des de 1947 i actual himne nacional de Romania. Els manifestants de la catedral van ser atacats per les forces de l'ordre, alguns en van morir i els seus cadàvers van ser ultratjats a la plaça de la Victòria. D'altres, amb millor sort, van escapar amb vida.
El 19 de desembre, Radu Bălan i Ştefan Guşă visitaren els obrers de les fàbriques de la ciutat, però va fallar el seu objectiu d'impulsar-los a tornar als seus llocs de treball. L'endemà, grans contingents d'obrers marxaren per la ciutat. Cent mil obrers es van apostar a la plaça de l'Òpera (actualment plaça de la Victòria en romanès: Piaţa Victoriei) i van emetre protestes en contra del règim comunista: Noi suntem poporul! ("Nosaltres som el poble!"), Armata e cu noi! ("L'exèrcit està amb nosaltres!"), Nu vă fie frică, Ceauşescu pică! ("No tenim por, Ceauşescu caurà!").
Mentrestant, Emil Bobu i Constantin Dăscălescu van ser enviats per Elena Ceauşescu (el president romanès es trobava de gira per l'Iran) a resoldre el conflicte. Els comissionats es van reunir amb una delegació dels manifestants, i acceptaren alliberar un bon nombre dels arrestats els dies anteriors. Però es negaren a pressionar pel compliment de la principal demanda dels aglutinats, se suposa, la renúncia de Nicolae Ceauşescu. D'aquesta sort, la situació política a Romania continuà sent essencialment la mateixa que els dies passats.
El 21 de desembre van arribar a Timişoara diversos trens carregats d'obrers procedents d'Oltenia. La intenció del govern romanès era utilitzar-los per a reprimir les protestes a Timişoara, tot i que finalment els obrers oltens acabaren per unir-se als manifestants de la ciutat.
L'exèrcit romanès va intervenir novament i Timişoara va ser declarada «ciutat lliure» de manera oficial. Nous atacs als manifestants opositors al règim de Ceauşescu es van registrar a les ciutats de Sibiu, Brașov, Arad i Tărgu Mureş posteriorment a les manifestacions de Timişoara.

## Revolta a Bucarest

Emblema del Partit Comunista Romanès, il·legalitzat després de la Revolució de 1989

Els successos de les revoltes anticomunistes a Bucarest (capital de Romania) van ser àmpliament difosos per la Radio Free Europe, Voice of America i per estudiants que sortien de Romania amb motiu de les festes de Nadal. Hi ha diversos punts de vista trobats a les narratives sobre els esdeveniments a Bucarest, els mateixos que van portar a la conclusió del règim comunista de Romania i l'ajusticiament de Ceauşescu el 1989. Un d'aquells és que una part del Consell Polític Executiu del PCR (CPE-PCR) van intentar fallidament una transició similar a la d'altres països del bloc de l'Est, on els líders comunistes van dimitir dels seus càrrecs en massa després de la caiguda del mur de Berlín. Això va permetre que en països com Txecoslovàquia (actualment desapareguda) els nous sistemes de govern es constituïssin de forma pacífica. Una altra versió assenyala que els oficials de l'exèrcit romanès havien planejat una conspiració en contra de Ceauşescu. Diversos mitjans militars de l'exèrcit romanès d'aquella època han anunciat que havien format part en aquesta conspiració, però l'evidència de suport a aquestes declaracions és escassa en el millor dels casos. Aquesta versió és recolzada per les declaracions del coronel Dumitru Burlan (realitzades el 2003 i 2004), cap de la Securitate el 1989 i antic guàrdia personal de Ceauşescu. Ambdues teories no s'exclouen necessàriament.
El novembre de 1989, Ceauşescu havia visitat el seu homòleg rus Mikhaïl Gorbatxov, que l'havia convidat a deixar el poder: Ceauşescu simplement va rebutjar de fer-ho. La qüestió d'una possible renúncia del president romanès agafa nous aires el 17 de desembre de 1989, quan Ceauşescu va reunir el Consell Polític Executiu del seu partit per prendre mesures sobre les manifestacions a Timişoara. Algunes pàgines de l'acta de la reunió van desaparèixer, incloses aquelles on suposadament s'hi hauria registrat la discussió sobre la renúncia de Ceauşescu.
D'acord amb el testimoni de Paul Niculescu-Mizil i d'Ion Dincă, antics membres del CPE, en el judici que se'ls va seguir, a la reunió del 17 de desembre dos dels membres del Consell es van mostrar en desacord amb l'ús de la força pública per a reprimir les manifestacions de Timişoara. En resposta, Ceauşescu va oferir la seva renúncia, i sol·licità als presents l'elecció d'un nou líder. Tanmateix, alguns d'ells, inclosos Gheorghe Oprea i Constantin Dăscălescu, haurien instat Ceauşescu a no dimitir del seu càrrec i a expulsar els membres dissidents. Aquell mateix dia, Ceauşescu va sortir de Romania a una gira per l'Iran, deixant en mans de la seva esposa i altres membres del partit la resolució del conflicte polític iniciat a Timişoara.
Ceauşescu va retornar a Romania només per trobar que el conflicte s'havia complicat més. A les set de la nit d'aquella jornada, va emetre un discurs televisat des de seu del Comitè Central del PCR, en què va qualificar d'enemics de la revolució socialista els participants a les manifestacions de Timişoara.
El matí del 21 de desembre, va començar una assemblea organitzada pel PCR, en què van participar milers de persones per condemnar la dissidència de Timişoara. Ubicat en un dels balcons del Comitè Central del PCR, Ceauşescu parlà dels beneficis de la revolució socialista i la multilateralment desenvolupada societat socialista de Romania. Però a la plaça on es trobava reunida l'assemblea, enfront a un astorat Ceauşescu, la multitud va llançar visques als dissidents de Timişoara (a qui el dictador havia dit hooligans en altres ocasions i increpat de diverses maneres. Ceauşescu intentà tranquil·litzar l'assemblea amb un gest manual, i després intentà portar l'ordre mitjançant frases com Alo, Alo! (Hola, hola!, dit amb energia). Elena li demanà al seu marit que contingués la situació: Vorbeşte-le, vorbeşte-le! (Parla'ls, parla'ls!) i després, dirigint-se a la multitud demanà als assistents que es calmessin i seguessin. Finalment, Ceauşescu va ser conduït a l'interior de la seu del Comitè Central del PCR.
Xiulets i aplaudiments van sorgir espontàniament entre els participants a l'acte oficial. A poc a poc, van abandonar la plaça, però es van lliurar pels carrers de la ciutat, igualment com havia passat uns dies abans a Timişoara. Algunes persones cridaren consignes en contra del dictador, que es van estendre ben aviat entre la multitud. Deien Jos dictatorul!, moarte criminalului! (Fora el dictador, mort als criminals!), Noi suntem poporul, jos cu dictatorul! (El poble som nosaltres, fora el dictador!) Ceauşescu cine eşti?: criminal din Scorniceşti! (Qui ets tu, Ceauşescu: un criminal de Scorniceşti!). Més tard, la manifestació popular ocupava pràcticament tot el centre de Bucarest. Prop de la Universitat de Bucarest els joves onejaven banderes romaneses amb l'escut tallat, tal com va passar a Timişoara.
Havien passat algunes hores, i els carrers bucarestins havien estat ocupats pels habitants de la ciutat. Ben aviat, els manifestants es van haver d'enfrontar a soldats, agents de la policia i de la Unitat Especial per la Lluita Antiterrorista (romanès: Unitate Specială pentru Lupta Antiteroristă), així com a agents coberts de la Securitate. La multitud dels carrers va ser atacada per francotiradors des de diversos edificis a la ciutat, i tancada als carrers per vehicles blindats i tanquetes. Hi va haver una gran quantitat d'assassinats pels atacs contra els civils, inclosos periodistes que cobrien els esdeveniments a Bucarest. Els agents antimotins atacaren els manifestants amb raigs d'aigua, i després els policies van arrestar algunes persones, que van sotmetre a cops. Per la seva part, els opositors al règim de Ceauşescu van decidir fer-se forts en una barricada construïda davant un restaurant, on van resistir fins a la mitjanit del 21 de desembre, per ser finalment sotmesos per les forces del govern. Els enfrontaments als carrers de Bucarest continuaren fins a les tres de la matinada del 22 de desembre.
Probablement, el matí del 22 de desembre de 1989, el dictador romanès encara considerava la possibilitat de controlar la manifestació opositora que havia esclatat en diverses parts de Romania durant aquells dies: hi havia convocada una segona assemblea per a l'endemà al matí. No obstant això, també molt aviat aquell dia, la seva esposa, Elena Ceauşescu, va ser posada en coneixement de noves manifestacions de grups opositors, en aquesta ocasió, treballadors de les zones industrials de la ciutat. Les columnes d'obrers es dirigien en aquell moment cap al centre de Bucarest.
Les barricades que la policia havia instal·lat als accessos a les places de la Universitat i del Palau resultaren insuficients per a contenir la manifestació. A les nou i trenta minuts del vespre, la plaça de la Universitat estava replena de gent. Agents de seguretat pública van entrar en escena, però tan sols per unir-se quasi tots a la manifestació. Mitja hora més tard, la ràdio local anunciava l'establiment de la llei marcial i la prohibició de reunions de més de cinc persones. Però a pesar de la prohibició, milers de persones ja es trobaven als carrers de Bucarest.
Ceauşescu intentà dirigir-se a la multitud des d'un dels balcons de la seu del Comitè Central del PCR, però tan sols va obtenir obertes mostres de rebuig. Entre les nou i les onze del matí del 22 de desembre, el ministre de Defensa del govern de Romania, Vasile Milea, va ser assassinat sota circumstàncies que no han estat aclarides. Un escrit de Ceauşescu establia que Milea va ser trobat culpable de traïció i que s'hauria suïcidat abans que la seva traïció fos descoberta públicament.
Sabent que Milea s'havia suïcidat, Ceauşescu nomenà Victor Stănculescu com a ministre de Defensa. Ja al front de l'exèrcit romanès, Stănculescu ordenà a les tropes desplegades que tornessin a les casernes, ordre que per cert va ser emesa sense el coneixement de Ceauşescu. A més, el nou ministre de Defensa va persuadir el dictador de pujar en un helicòpter per fugir de la ciutat, que havia sortit del seu control. En haver-se negat a seguir l'ordre de repressió de Ceauşescu, el general Stănculescu va tenir un paper central en el desenllaç de la revolució.
Després de la fugida de Ceauşescu, la gent concentrada a la plaça del Palau (Bucarest) esclatà en celebracions, especialment intenses a causa de la violència viscuda en aquella setmana del desembre de 1989. A continuació, va sobrevenir l'ocupació de la seu del Partit Comunista. La gent va destruir escrits de Ceauşescu, retrats oficials del líder romanès, llançà llibres per les finestres de l'edifici. Aviat, alguns se'n van apressar-se a derrocar les grans lletres de la paraula communist ('comunista') al lema Trăiască Partidul Communist Român! (Visca el Partit Comunista Romanès!) que coronava l'edifici. Novament van aparèixer les banderes romaneses a les quals se'ls havia tallat l'escut de la república socialista.
Mentre això ocorria al centre de Bucarest, més tropes militars arribaren l'aeroport Internacional Henri Coandă de la capital, als quals com abans a Timişoara se'ls hi havia dit que anaven a combatre terroristes. D'acord amb un llibre del guardaespatlles de Nicolae Ceauşescu i coronel de la Securitate, Dumitru Burlan, els membres de l'exèrcit que formaren part de la conspiració contra el dictador intentaven crear una atmosfera d'atacs terroristes amb el propòsit de fer-los por i fer que alguns soldats s'unissin als opositors.
A pesar dels fets anteriors, la presa del poder polític per part del Front de Salvació Nacional (FSN) (sorgit de la segona fila del PCR, amb suport dels militars dissidents del govern de Ceauşescu) no estava encara completa. Grups lleials al règim comunista de Romania (titllats pels participants al cop d'estat de terroristes) van obrir foc contra els manifestants als carrers de Bucarest i van arremetre contra alguns punts clau de la vida política i social d'aquesta ciutat, especialment contra la plaça del Palau, la Universitat de Bucarest i la plaça de la Universitat, els aeroports i el Ministeri de Defensa.
La nit del 22 de desembre, els bucarestencs encara romanien lluitant als carrers, especialment a les àrees de la ciutat que havien estat atacades pels simpatitzants del règim comunista. Amb la participació de l'exèrcit en ambdós bàndols, les baralles als carrers van provocar desenes de morts. A les nou de la nit del 23 de desembre van arribar fins al palau de la República alguns tancs i unitats paramilitars. Titllats de terroristes, la identitat d'aquests grups continua sent desconeguda. Cap persona va ser processada de mode oficial per càrrecs de terrorisme, i existeixen sospites que dites unitats podien haver tingut relació amb el nou govern romanès.

## Judici i execució de Nicolae i Elena Ceauşescu

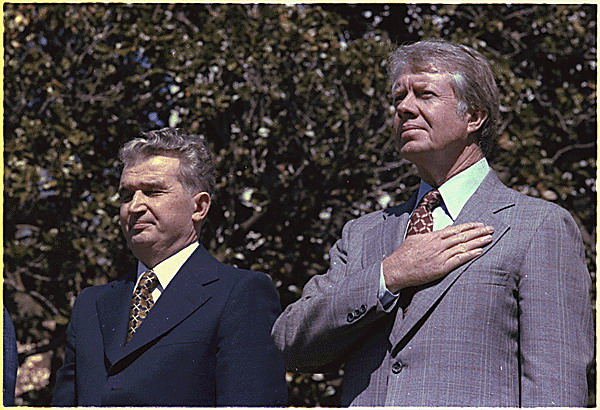
Nicolae Ceauşescu (esq.), en una foto de l'any 1978 amb Jimmy Carter

Ceauşescu i la seva esposa Elena van abandonar Bucarest amb un helicòpter. En la seva fugida, van ser acompanyats per dos col·laboradors molt propers: Emil Bobu i Tudor Postelnicu. Aquests dos acompanyaren els Ceauşescu a la seva residència de Snagov, d'on es van dirigir a Târgovişte. A Boteni, localitat propera a Târgovişte, Ceauşescu i els seus acompanyants van abandonar l'helicòpter, ja que, segons els pilots, els caps de l'exèrcit romanès els havien ordenat aterrar immediatament. Llavors, també s'havia ordenat el tancament de l'espai aeri romanès.
Els Ceauşescu i els seus acompanyants van arribar a Târgovişte amb un cotxe. Havent entrat als complexos industrials de la localitat, els fugitius van decidir refugiar-se en un edifici proper a una planta siderúrgica. Un enginyer que treballava al lloc va trucar a la policia. Poca estona després, Nicolae i Elena Ceauşescu van ser capturats i conduïts a les casernes militars a través dels carrers de la ciutat. Tan sols quan van arribar a la caserna, el dictador i la seva esposa van ser informats que estaven oficialment detinguts.
El 25 de desembre de 1989, tant Nicolae com Elena van ser jutjats i condemnats a mort. La sentència va ser emesa per un tribunal creat ex professo per processar-los per càrrecs com genocidi (més de seixanta mil víctimes, i una de les proves principals va ser el descobriment d'unes fosses clandestines apòcrifes a Timişoara, uns dies abans), mal a l'economia nacional, enriquiment injustificable i ús de les forces armades en accions en contra de civils. A l'estenograma del judici, Ceauşescu respon amb freqüència als seus interlocutors que ell no reconeix l'autoritat d'aquesta cort, i que tan sols declararà davant la Gran Assemblea Nacional, que havia estat abolida pel govern d'Iliescu i el FSN. Aquell mateix dia van ser afusellats al poble de Târgovişte. Les primeres imatges dels cadàvers d'Elena i Nicolae van ser difoses dies després de l'ajusticiament.

## Transició cap a un nou règim polític
Després de conèixer-se a l'estranger la notícia de la fuga de Ceauşescu en el context de les revoltes a Bucarest, van arribar al país missatges de suport d'alguns països; entre aquests, cal citar el de George Bush (president dels Estats Units), de la Unió Soviètica, del Partit Socialista Hongarès, del govern de l'Alemanya oriental, dels partits comunistes de Bulgària i Txecoslovàquia, de François Mitterrand, de Margaret Thatcher, del Partit Comunista del Japó i de diversos països més, principalment d'Europa occidental.
Al suport moral proporcionat als romanesos es va sumar als dies posteriors el suport material. Grans quantitats d'aliments, fàrmacs, roba, equipament mèdic i altres béns necessaris van ser enviats des de múltiples països a Romania. Al voltant del món, els esdeveniments de Bucarest ocupaven espais importants als mitjans de comunicació.
El 24 de desembre, Bucarest va ser novament escenari d'enfrontaments entre la dissidència i els grups lleials a Ceauşescu. La ciutat continuava sota vigilància de la policia i l'exèrcit. Les així anomenades activitats terroristes continuaren fins al 27 de desembre, quan van concloure abruptament.
Ion Iliescu, antic membre del PCR caigut en desgràcia i un dels personatges més representatius del moviment que derrocà a Ceauşescu, va ser elegit líder del FSN, que tal com s'ha dit, va ser la formació política que es va encarregar del govern del país després de l'abandonament del poder per part del dictador. El FSN estava format en la seva majoria per membres de la segona línia del PCR. Ells assumiren immediatament el control de les institucions estatals, inclosos els mitjans. Van utilitzar aquesta posició de poder per a llançar virulents atacs contra els opositors al nou règim, especialment contra els antics partits liberals i demòcrates que havien romàs en la clandestinitat des de la instauració de la república popular el 1947 (tant com el Partit Nacional Liberal i el Partit Nacional Democristià Agrari). Alguns autors opinen que l'ascens al poder d'altres membres del PCR va tenir repercussions en la nova organització política de Romania:
| « | Les conseqüències d'aquest fet són òbvies: per una part, les dificultats per a pensar més enllà del seu adoctrinament comunista, cosa que dona lloc a una falta d'estratègia clara per al pas al capitalisme, i, per altra, les demores legislatives i en la presa de decisions respecte a altres països veïns en l'adopció de reformes i la integració a les estructures europees i euroatlàntiques. | » |

El Front de Salvació Nacional estava compost per representants de diversos sectors de la societat romanesa, però la presència dels antics membres del Partit Comunista Romanès va ocupar gairebé tots els principals espais del poder. Una prova d'això és que al maig de 1990, en les primeres eleccions de l'era postcomunista de Romania, Ion Iliscu va ser elegit president amb el 85% dels sufragis. S'associa aquest fet amb l'ús parcial per part del grup dominant del FSN, que deixà quasi sense espais mediàtics els partits de l'oposició. En virtut dels fets anteriors, les eleccions romaneses de 1990 van ser titllades d'antidemocràtiques, tant per l'oposició com pels mitjans estrangers.
Tot i que el Front de Salvació Nacional es va guanyar la simpatia de diversos agents polítics en tot el món, ben aviat el govern d'Iliescu i Mănescu va perdre credibilitat, tant en els assumptes interns com en els externs. L'aprofitament de la conjuntura amb finalitats personals va ser una constant entre diversos dels membres del govern provisional. Exemple d'això és la mineriada del gener de 1990, quan els miners de Valea Juilui acompanyats per la policia i convocats pel mateix govern d'Iliescu envaïren els carrers de Bucarest per arremetre contra les protestes opositores al nou règim del FSN. Abans de les eleccions, Romania ja s'enfrontava a conflictes interètnics (especialment a Transsilvània, on el moviment nacionalista hongarès encapçalat per László Tőkés provocà el refredament de les relacions romanohongareses—; conflictes entre l'Església catòlica i l'Església ortodoxa, a partir de diversos retrocessos en l'economia nacional.